# Platnickia
Genre
Platnickia est un genre d'araignées aranéomorphes de la famille des Zodariidae.

## Distribution
Les espèces de ce genre se rencontrent au Chili, en Argentine et aux îles Malouines.

## Liste des espèces
Selon World Spider Catalog (version 17.5, 19/10/2016) :
- Platnickia bergi (Simon, 1895)
- Platnickia bolson Grismado & Platnick, 2008
- Platnickia elegans (Nicolet, 1849)
- Platnickia roble Grismado & Platnick, 2008
- Platnickia wedalen Grismado & Platnick, 2008

## Étymologie
Ce genre est nommé en l'honneur de Norman I. Platnick.

## Publication originale
- Jocqué, 1991 : A generic revision of the spider family Zodariidae (Araneae). Bulletin of the American Museum of Natural History, no 201, p. 1-160 (texte intégral).